# Khoanh nợ
Khoanh nợ là tuyên bố của chủ nợ (thường là một tài khoản thẻ tín dụng) rằng một số nợ không có khả năng được thu hồi. Điều này xảy ra khi một người tiêu dùng trở nên quá hạn nghiêm trọng trên một khoản nợ. Theo truyền thống, các chủ nợ sẽ tuyên bố điều này tại thời điểm sáu tháng không có sự thanh toán. Tại Hoa Kỳ, các quy định Liên bang yêu cầu các chủ nợ khoanh nợ các cho vay trả góp sau 120 ngày kể từ ngày vi phạm, trong khi các tài khoản tín dụng tuần hoàn phải được khoanh nợ sau 180 ngày.

Mục đích của việc thực hiện một tuyên bố như vậy là để cung cấp cho các ngân hàng một miễn trừ thuế trên khoản nợ. Nợ xấu và thậm chí lừa đảo chỉ đơn giản là một phần của chi phí tiến hành kinh doanh. Tuy nhiên, khoanh nợ không giải phóng con nợ khỏi nghĩa vụ phải trả nợ.
Một khoanh nợ là một trong những yếu tố bất lợi có thể được liệt kê trên một báo cáo tín dụng. Sau đó nó sẽ được liệt kê như vậy trên báo cáo thông tin tín dụng của con nợ (Equifax, ví dụ, danh sách "R9" trong cột "tình trạng" để biểu thị một khoanh nợ). Các mục sẽ bao gồm ngày tháng liên quan, và số lượng tiền nợ xấu.
Trong khi một khoanh nợ được coi là "được xóa bỏ như một khoản không có khả năng thu hồi" của các ngân hàng, các khoản nợ này vẫn có giá trị pháp lý, và vẫn như vậy sau thực tế này. Chủ nợ có quyền thu hồi hợp pháp toàn bộ số tiền này trong khoảng thời gian cho phép của các đạo luật hạn chế dựa trên vị trí của các ngân hàng và nơi cư trú của người tiêu dùng. Tùy thuộc vào vị trí, khoảng thời gian này có thể là một số năm nhất định (ví dụ 3-7 năm), hoặc ở một số nơi là vô thời hạn. Phương pháp thu hồi có thể được sử dụng bao gồm các tiếp xúc từ nhân viên bộ phận thu nợ nội bộ, các cơ quan thu nợ bên ngoài, hoặc nếu số tiền lớn (thường trên 1.500 - 2.000 USD), là khả năng của một vụ kiện hoặc trọng tài.
Ở Mỹ, vì số lượng khoanh nợ tăng lên hoặc trở nên thất thường, các quan chức của Cục Dự trữ Liên bang xem xét kỹ về mặt tài chính của ngân hàng và có thể áp đặt luật lệ điều hành chặt chẽ khác nhau đối với ngân hàng, và trong những trường hợp xấu nhất, có thể đóng cửa ngân hàng hoàn toàn.

## Ảnh hưởng trên báo cáo tín dụng
Với một khoanh nợ là một trong những mục có thể là tồi tệ nhất trên một báo cáo tín dụng, điều này có thể làm cho việc có được bất kỳ khoản tín dụng không bảo đảm nào hoặc thậm chí tín dụng bảo đảm trở nên khó khăn hơn.
Nếu khoanh nợ đã được thanh toán đầy đủ, nó sẽ được liệt kê trên báo cáo tín dụng như "đã trả đủ". Nếu được thanh toán số tiền ít hơn, nó sẽ được liệt kê như là "đã thanh toán". Ngay cả một liệt kê như vậy trên báo cáo tín dụng có thể cũng là tiêu cực.